# Webster (Nuevo Hampshire)
Webster es un pueblo ubicado en el condado de Merrimack en el estado estadounidense de Nuevo Hampshire. En el Censo de 2010 tenía una población de 1.872 habitantes y una densidad poblacional de 25,25 personas por km².

## Geografía
Webster se encuentra ubicado en las coordenadas 43°18′24″N 71°43′33″O / 43.30667, -71.72583. Según la Oficina del Censo de los Estados Unidos, Webster tiene una superficie total de 74.13 km², de la cual 72.65 km² corresponden a tierra firme y (2%) 1.48 km² es agua.

## Demografía
Según el censo de 2010, había 1.872 personas residiendo en Webster. La densidad de población era de 25,25 hab./km². De los 1.872 habitantes, Webster estaba compuesto por el 98.02% blancos, el 0.16% eran afroamericanos, el 0% eran amerindios, el 0.64% eran asiáticos, el 0% eran isleños del Pacífico, el 0% eran de otras razas y el 1.18% pertenecían a dos o más razas. Del total de la población el 0.59% eran hispanos o latinos de cualquier raza.